# Rambrouch
Rambrouch/Rambruch (em francês/alemão) é uma comuna do Luxemburgo, pertence ao distrito de Diekirch e ao cantão de Redange.

## Demografia
Dados do censo de 15 de fevereiro de 2001:
- população total: 3.332
  - homens: 1.740
  - mulheres: 1.592

- densidade: 42,13 hab./km²

- distribuição por nacionalidade:

| Nacionalidade  | População | %      |
| -------------- | --------- | ------ |
| luxemburgueses | 2.299     | 69,00% |
| estrangeiros   | 1.033     | 31,00% |
| - portugueses  | 131       | 3,93%  |
| - franceses    | 70        | 2,10%  |
| - italianos    | 36        | 1,08%  |
| - belgas       | 572       | 17,17% |
| - alemães      | 34        | 1,02%  |
| - iuguslavos   | 92        | 2,76%  |
| - outros       | 98        | 2,94%  |

- Crescimento populacional:

| Ano        | População |
| ---------- | --------- |
| 15/02/2001 | 3.332     |
| 01/01/2002 | 3.397     |
| 01/01/2003 | 3.442     |
| 01/01/2004 | 3.517     |
| 01/01/2005 | 3.581     |